# Fullerton (California)
Fullerton, fundada en 1887, es una ciudad del condado de Orange en el estado estadounidense de California. En el año 2000 tenía una población de 126.003 habitantes y una densidad poblacional de 2,191.4 personas por km². Ocupa el puesto 40 entre las ciudades más habitadas de su estado. La economía de la ciudad se ha basado históricamente en el cultivo de naranjas y otros cítricos y la extracción de petróleo.

## Historia
Hay evidencias de que la parte noroeste de la ciudad estaba habitada en el periodo prehistórico. La llegada de españoles sucede en 1769, cuando Gaspar de Portolá lideró una expedición al norte de lo que hoy en día es la ciudad, estableciendo la Misión de San Gabriel Arcángel, en las tierras que ocupaban los indios gabrielinos.
La ciudad en sí fue fundada en 1887 por George and Edward Amerige, y toma su nombre de George H. Fullerton, quien consiguió estas tierras para el desarrollo del ferrocarril en la región.

## Geografía
Fullerton is situado en las coordenadas 33°52′48″N 117°55′43″O / 33.88000, -117.92861. Se encuentra aproximadamente a 40 km al sudeste de Los Ángeles, y a unos 18 km al norte de Santa Ana, la sede administrativa del condado. La ciudad se eleve a 46 metros sobre el nivel del mar, encontrándose a unos 17 kilómetros en línea recta del océano Pacífico. Tiene un clima mediterráneo, con una temperatura media de 16,8 °C. 
De acuerdo con la Oficina del censo de los Estados Unidos, la ciudad tiene un área total de 57,6 km², de los cuales 57,5 km² son de tierra y el resto (un 0,14%), de agua.

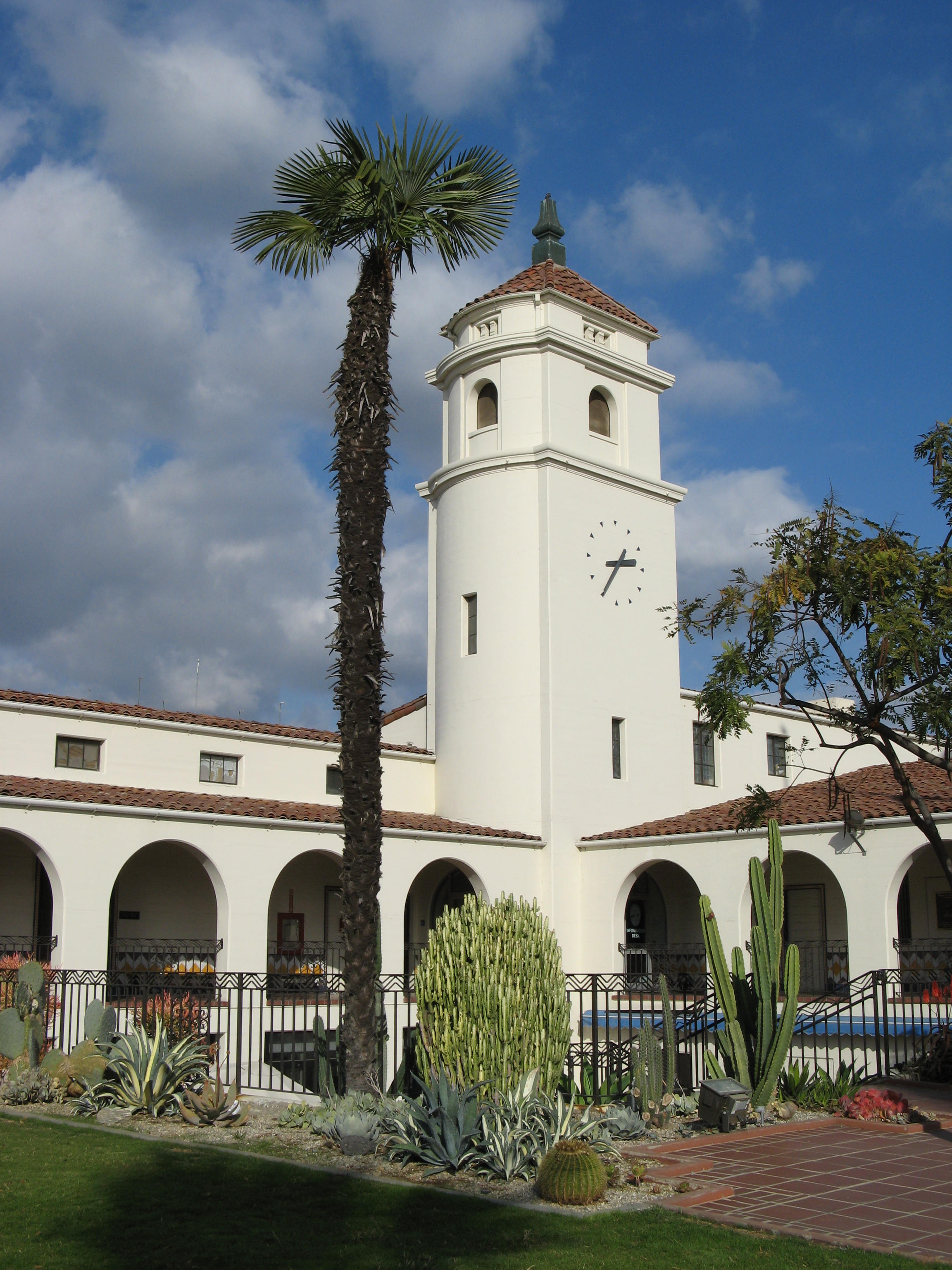
Cuartel de policía de Fullerton

## Demografía
Según el censo del año 2000, la ciudad tenía una población de 126.003 habitantes, contando con 43.609 viviendas, y 29.610 familias residentes. La densidad de población era de 2,191.4 h./km². El 61,89% de los habitantes eran de raza blanca, el 16,08% de raza asiática, el 2,27% eran afroamericanos, y el resto de otra etnias. Sobre el total, el 30,17% de la población tenía origen hispano.
Los ingresos medios por hogar en la localidad eran de $75,700, y los ingresos medios por familia eran $57,345. Los hombres tenían unos ingresos medios de $40,674 frente a los $31,677 para las mujeres. La renta per cápita para la localidad era de $23,370. Alrededor del 11.4% de la población estaban por debajo del umbral de pobreza.

## Transporte
Fullerton debe su existencia al desarrollo del ferrocarril. La ciudad se encuentra atravesada por la BNSF Railway, por la que circulan trenes de la compañía Amtrak. La línea principal que cubre la ciudad es la denominada Southwest Chief, que enlaza Los Ángeles con Chicago.
Existe también una línea de cercanías Metrolink que enlaza con las principales ciudades californianas. De la estación Fullerton, un viaje a Los Ángeles es de 30 minutos.
Por carretera, está atravesada por tres grandes autovías, la 91 y la 57 estatales, y la Interestatal 5, que recorre toda la costa del Pacífico.
El Aeropuerto Municipal de Fullerton es el único de aviación general del condado de Orange.

## Educación
El Distrito Escolar de Fullerton gestiona escuelas primarias y medias públicas. El Fullerton Joint Union High School District gestiona escuelas preparatorias públicas.

## Ciudades hermanadas
- - Fukui (Fukui) (Prefectura de Fukui, Japón)
- - Morelia (Michoacán, México)
- - Yongin (Gyeonggi, Corea del Sur)

## Celebridades
Nacidos en Fullerton.
- Leo Fender, luthier.
- Jenna Haze, actriz porno.
- Keith Van Horn, baloncestista de la NBA.
- Eric Wynalda, futbolista.
- Stacey Q, cantante pop.
- Gwen Stefani, cantante de No Doubt.

Fallecidos en Fullerton.
- Lon Nol, dictador camboyano.